# Sjenica
Sjenica (Servisch: Сјеница) is een gemeente in het Servische district Zlatibor in de regio Sandžak.
Sjenica telt 27.970 inwoners (2002). De oppervlakte bedraagt 1059 km², de bevolkingsdichtheid is 26,4 inwoners per km².
73 procent van de bevolking behoort tot de islamitische minderheid in Servië.

## Plaatsen in de gemeente
| - Aliveroviće - Bagačiće - Bare - Bačija - Bioc - Blato - Boguti - Božov Potok - Boljare - Borišiće - Boroviće - Breza - Brnjica - Buđevo - Vapa - Veskoviće - Visočka - Višnjeva - Višnjice - Vrapci - Vrbnica - Vrsjenice - Goluban - Gornje Lopiže - Goševo - Grabovica - Gradac - Grgaje - Doliće - Donje Goračiće | - Donje Lopiže - Dragojloviće - Draževiće - Družiniće - Dubnica - Duga Poljana - Dujke - Dunišiće - Žabren - Žitniće - Zabrđe - Zaječiće - Zahumsko - Jevik - Jezero - Kalipolje - Kamešnica - Kanjevina - Karajukića Bunari - Kijevci - Kladnica - Kneževac - Koznik - Kokošiće - Krajinoviće - Krivaja - Krnja Jela - Krstac - Krće - Lijeva Reka | - Ljutaje - Mašoviće - Medare - Međugor - Milići - Papiće - Petrovo Polje - Plana - Poda - Ponorac - Pralja - Raždaginja - Rasno - Raspoganče - Rastenoviće - Raškoviće - Sjenica - Kradnik - Strajiniće - Stup - Sugubine - Sušica - Trešnjevica - Trijebine - Tuzinje - Tutiće - Uvac - Ugao - Ursule - Ušak | - Fijulj - Caričina - Cetanoviće - Crvsko - Crčevo - Čedovo - Čipalje - Čitluk - Šare - Štavalj - Šušure |